# Pakanit Boriharnvanakhet
Pakanit Boriharnvanakhet (em tailandês:  ภคนิจ บริหารวนเขตต์; nascido em 22 de julho de 1949) é um ex-ciclista tailandês. Representou sua nação em quatro eventos nos Jogos Olímpicos da Cidade do México 1968.